# Eau Claire (Wisconsin)
Eau Claire is een plaats (city) in de Amerikaanse staat Wisconsin, en valt bestuurlijk gezien onder Chippewa County en Eau Claire County.

## Herkomst van de naam
"Eau Claire" is enkelvoud van "Eaux Claires", wat "heldere wateren" betekent in het Frans. Het is vernoemd naar de Eau Claire-rivier. Volgens de plaatselijke legende is de rivier zo genoemd omdat Franse ontdekkingsreizigers die langs de vertroebelde Chippewarivier stroomafwaarts trokken, stuitten op de Eau Claire-rivier, en opgewonden uitriepen: "voici l'Eau Claire!" (" Hier [is] helder water! "). Dat is dan nu ook het motto dat verschijnt op het stadszegel.

## Demografie
Bij de volkstelling in 2000 werd het aantal inwoners vastgesteld op 61.704. In 2006 is het aantal inwoners door het United States Census Bureau geschat op 63.297, een stijging van 1593 (2,6%).

## Geografie
Volgens het United States Census Bureau beslaat de plaats een oppervlakte van 83,8 km², waarvan 78,4 km² land en 5,4 km² water.

## Plaatsen in de nabije omgeving
De onderstaande figuur toont nabijgelegen plaatsen in een straal van 20 km rond Eau Claire.

## Geboren
- Kori Kelley Seehafer (1975), Amerikaans wielrenster
- Justin Vernon (1981), singer-songwriter, producer en multi-instrumentalist